# أوله هورنيكوفيتش
أوله هورنيكوفيتش (بالألمانية: Oleh Hornykiewicz)‏ (من مواليد 17 نوفمبر 1926) هو عالم كيمياء حيوية نمساوي. ولد هورنيكوفيتش في عام 1926 في سيخيو (حي لفيف)، ثم انتقل إلى بولندا (الآن أوكرانيا). في عام 1951، حصل على درجة الماجستير من جامعة فيينا، وانضم إلى كلية الأم في العام نفسه، وعمل هناك منذ ذلك الحين. شغل أيضًا منصب رئيس معهد الصيدلة الكيميائية الحيوية لمدة عشرين عامًا. في عام 1967، بدأ علاقة طويلة مع جامعة تورنتو في كندا، وفي عام 1992، تم تعيينه أستاذا فخريا في تلك المؤسسة.